# Gianluca Capitano
Gianluca Capitano (* 4. August 1971 in Chieti) ist ein ehemaliger italienischer Bahnradsportler und zweifacher Weltmeister.
1988 wurde Gianluca Capitano Junioren-Vizeweltmeister im Sprint, im Jahr darauf errang er den Weltmeistertitel. 1990 und 1992 wurde er Weltmeister im Tandemrennen, gemeinsam mit Federico Paris. 1996 startete er bei den Olympischen Spielen in Atlanta; im Sprint schied er in der zweiten Runde aus, im 1000-Meter-Zeitfahren belegte er Platz 15. Von 1993 bis 1995 und 1997 wurde er nationaler Meister im 1000-Meter-Zeitfahren. 1990 und 1991 siegte er in der nationalen Meisterschaft im Sprint der Amateure.